# چالتیلی (کاهتا)
چالتیلی {{ترکی|Çaltılı) 
(به زازاکی: Selah) یک منطقهٔ مسکونی کردنشین در ترکیه است که در کاهتا واقع شده‌است.